# Río Tucavaca
Río Tucavaca är ett vattendrag i Bolivia.   Det ligger i departementet Santa Cruz, i den östra delen av landet, 700 km öster om huvudstaden Sucre.
I omgivningen kring Río Tucavaca växer huvudsakligen savannskog. Området är nästan obefolkat, med mindre än två invånare per kvadratkilometer.